# Каменка (приток Сысерти)
Каменка — река в Сысертском муниципальном округе Свердловской области, приток Сысерти. Впадает в Сысерть в 27 км от её устья по левому берегу. Длина реки 27 км, водосборная площадь 167 км². Вытекает из озера Среднее недалеко от границы Сысертского и Полевского муниципальных округов. От истока течёт на север, протекает через озеро Верхнее, затем течёт на северо-восток, восток и юго-восток через деревню Каменка. Далее основное направление течения на восток, устье в селе Кашино.

## Данные водного реестра
По данным государственного водного реестра России река Сысерть относится к Иртышскому бассейновому округу, речной бассейн — Иртыш, речной подбассейн — Тобол (российская часть бассейна), водохозяйственный участок — Исеть от города Екатеринбурга до впадения реки Течи. Код водного объекта — 14010500612111200002850.